# 達爾沃沃城堡
達爾沃沃城堡，又稱波美拉尼亞公爵城堡（Castle of the Pomeranian Dukes），是波蘭波羅的海沿岸地區唯一的哥特式城堡建築。這一城堡的形態接近廣場，高24米。達爾沃沃城堡始建於1352年。在18和19世紀，該城堡曾被用作倉庫和監獄。自1930年開始，該城堡被用作博物館。